# Agnosfityz
Agnosfityz (Agnosphitys cromhallensis) – dinozaur z podrzędu teropodów (Theropoda) o bliżej niesprecyzowanej pozycji systematycznej
Żył w epoce późnego triasu (czyli ok. 220-200 mln lat temu) na terenach współczesnej Europy. Długość ciała ok. 3 m, wysokość ok. 1,2 m, masa ok. 40 kg. Jego szczątki znaleziono w Anglii.
Opisany na podstawie kilku fragmentów szkieletu. Uważany za bazalnego teropoda lub nawet bliskiego wspólnemu przodkowi wszystkich dinozaurów.